# Moncton-Nord
Circonscription électorale provinciale du Canada
Moncton-Nord est une ancienne circonscription électorale provinciale du Nouveau-Brunswick. La circonscription est dissoute parmi les circonscriptions de Moncton-Centre et Moncton-Sud-Ouest. Elle est représentée à l'Assemblée législative du Nouveau-Brunswick entre 1974 et 2014.

## Liste des députés
|  | Michael McKee      | Libéral                   | 1974 - 1978   |
|  | Michael McKee      | Libéral                   | 1978 - 1982   |
|  | Michael McKee      | Libéral                   | 1982 - 1987   |
|  | Michael McKee      | Libéral                   | 1987 - 1991   |
|  | Michael McKee      | Libéral                   | 1991 - 1993   |
|  | John Lebans        | Libéral                   | 1993 ¹ - 1995 |
|  | Gene Devereux      | Libéral                   | 1995 - 1999   |
|  | René Landry        | Progressiste-Conservateur | 1999 - 2003   |
|  | Mike Murphy        | Libéral                   | 2003 - 2006   |
|  | Mike Murphy        | Libéral                   | 2003 - 2006   |
|  | Mike Murphy        | Libéral                   | 2006 - 2010 ² |
|  | Marie-Claude Blais | Progressiste-conservateur | 2010 - 2014   |

- ¹ Élection partielle à la suite de la démission de Michael McKee.
- ² Du 6 février au 27 septembre, le siège a été vacant à la suite de la démission de Mike Murphy.